# مقاطعة هاميلتون (تكساس)
مقاطعة هاميلتون (بالإنجليزية: Hamilton  County)‏ هي إحدى المقاطعات في ولاية تكساس، الولايات المتحدة الأمريكية.

## أعلام
- بيلي كلانتون